# Rhinella icterica
Rhinella icterica es una especie de anfibios de la familia Bufonidae.
Se encuentra en el noreste de Argentina, sur/sudeste de Brasil y este de Paraguay.
Su hábitat natural incluye bosques secos tropicales o subtropicales, sabanas húmedas, praderas a baja altitud, ríos, marismas de agua dulce, plantaciones, jardines rurales, áreas urbanas, canales y diques.